# ألكساندر دراغوفيتش
ألكساندر دراغوفيتش (بالألمانية: Aleksandar Dragović)‏ (سيريلية صربية: Александар Драговић؛ مواليد 6 مارس 1991) هو لاعب كرة قدم نمساوي يجيد اللعب كمدافع مع نادي دينامو كييف الأوكراني ومنتخب النمسا. ولد دراغوفيتش في فيينا لوالدين صربيين من بلغراد. فريقه المفضل هو النجم الأحمر.

## روابط خارجية
- ألكساندر دراغوفيتش على موقع الاتحاد الدولي (مؤرشف)  (الإنجليزية)
- ألكساندر دراغوفيتش على موقع الاتحاد الأوربي (الإنجليزية)
- ألكساندر دراغوفيتش على موقع اتحاد أوكرانيا (الإنجليزية)
- ألكساندر دراغوفيتش على موقع إي إس بي إن إف سي (الإنجليزية)
- ألكساندر دراغوفيتش على موقع قاعدة بيانات كرة القدم.إي يو (الإنجليزية)
- ألكساندر دراغوفيتش على موقع ناشيونال فوتبول تيمز (الإنجليزية)
- ألكساندر دراغوفيتش على موقع Soccerbase.com (لاعب) (الإنجليزية)
- ألكساندر دراغوفيتش على موقع Soccerway.com (الإنجليزية)
- ألكساندر دراغوفيتش على موقع عالم كرة القدم.نت (الإنجليزية)
- ألكساندر دراغوفيتش على موقع AS.com (الإسبانية)